# Dragan Kanatlarovski
Dragan Kanatlarovski (in macedone Драган Канатларовски?; Bitola, 8 novembre 1960) è un allenatore di calcio ed ex calciatore macedone.

## Carriera

### Giocatore
Debutta da professionista nel 1982 con il Pelister, con cui rimane per tre stagioni suscitando l'interesse del più titolato Vardar, a cui passa all'inizio del campionato 1985-1986.
Nell'estate del 1989 si trasferisce alla Stella Rossa, con cui vince il campionato 1989-1990 e la Coppa di Jugoslavia.
Viene quindi ingaggiato dal Deportivo La Coruña contribuendo alla promozione della formazione galiziana nella Primera División, e con cui rimane anche per la stagione 1991-1992.
Dopo un anno di inattività, gioca dapprima in Turchia, al Karşıyaka, prima di tornare in Macedonia e chiudere la carriera nel Pobeda.

### Allenatore
È stato per due volte Commissario tecnico della nazionale macedone.

## Palmarès

### Giocatore
- Campionato jugoslavo: 1

Stella Rossa: 1989-1990
- Coppa di Jugoslavia: 1

Stella Rossa: 1989-1990

### Allenatore
- Coppa di Macedonia: 1

Vardar: 2006-2007